# Cục quản lý động vật
Cục quản lý động vật là web drama Hài kịch giả tưởng đô thị, được hợp tác sản xuất bởi Iqiyi, Công phu ảnh nghiệp, Công phu chân ngôn ảnh nghiệp, Thiên Công ảnh nghiệp , Kim Triết Dũng và Lý Nhã Thao cùng đạo diễn, Trần Hách, Vương Tử Văn, Hoàng Nhất Lâm, Đàm Tuyền đóng chính .

## Nội dung
Bộ phim kể về Hác Vận, Vì một tai nạn nuôi mèo, vô tình phát hiện ra thế giới này có một bộ chuyển đổi. Bác sĩ thú vị tình cờ gia nhập “Cục quản lý động vật”, từ đó trở đi, Hác Vận và Ngô Ái Ái, những người siêu cạnh tranh, đã thiết lập mối quan hệ đối tác và bắt đầu đối phó với một đống vụ án động vật... Mở ra một câu chuyện lớn và bí ẩn về thế giới yêu tinh đô thị .

## Diễn viên

### Diễn viên chính
| Diễn viên          | Vai                      | Loài                      | Mô tả |
| Trần Hách          | Hác Vận                  | Người / Con trai Chu Tước | Nhân viên thực tập của Cục quản lý động vật Minh Đức đã trở thành một đặc vụ chính thức.Sinh ngày 5 tháng 9 năm 1992 , Khi anh lên năm tuổi, cha mẹ anh đã bị chết trong lửa và trở thành trẻ mồ côi. Sống cùng với một chú chó lai "Tứ Gia". Điều hành "Phòng khám thú cưng Hác Nhất Châm" và thường nhận nuôi những con vật đi lạc. Câu thần chú là "Tôi có một gợi ý nhỏ chưa trưởng thành".Xuất thân là một bác sĩ thú y trong thế giới loài người, trong một tai nạn, anh ta buộc phải tham gia Cục quản lý động vật với tư cách là một đặc vụ thực tập vì không thể được làm sạch. Sự ấm áp của các thành viên anh quyết định ở lại. Sau khi cùng với cộng sự của mình Ngô Ái Ái trải qua một vụ án lố bịch, hai người không thể cưỡng lại được tình cảm của nhau. Khi mối quan hệ trở nên rõ ràng hơn, Hác Vận nhận ra siêu năng lực của mình sau một tai nạn. |
| Vương Tử Văn       | Ngô Ái Ái                | Lươn                      | Thanh tra của Cục quản lý động vật chi nhánh Minh Đức. Danh tính thực sự là Lươn, lưỡng tính và bà ngoại là tổng thư ký của Tổ chức Quái vật Châu Á-Thái Bình Dương. Nhân vật vội vã, câu thần chú là "Ngay bây giờ! Ngay lập tức! Ngay lập tức!", Mặc một bộ đồ luộm thuộm, choáng váng, nhưng sợ nhất là rệp. Thường xuất hiện ở hình dạng phụ nữ, khi nhịp tim vượt quá 180, sẽ trở thành nam giới. Khi ở trong tình huống nguy kịch, sẽ phải tập thể dục rất nhiều để tăng tốc nhịp tim và cải thiện hiệu quả chiến đấu. Lãnh đạo của bác sĩ thú y Hác Vận, người tình cờ gặp nhân dạng trong một hành động, dần dần yêu người bạn đời này, người ban đầu rất chán ghét. Tuy nhiên, bản chất của việc đảo ngược giới tính khi 22 tuổi của gia tộc đã khiến tình cảm của hai người rơi vào một thử thách nghiêm trọng.                                             |
| Đường Hiểu Thiên   | KEVIN Chu (Chu Khải Văn) | Lừa                       | Thanh tra của Cục quản lý động vật chi nhánh Minh Đức, ngôi sao phá an, "đại sứ không rượu". Anh được thúc đẩy rất nhiều và được đánh giá là "Thanh ra xuất sắc" nhiều lần, tùy thuộc vào Ngô Ái Ái xem như một đối thủ cạnh tranh. Thường thích pha trộn tiếng Anh, theo đuổi hương vị cuộc sống, thích lái xe đầu máy và câu thần chú là "không có gì là không thể trong từ điển của tôi". Trước đây được biết đến với cái tên Chu Hắc, từ Làng Đông, khi anh nộp đơn vào Cục quản lý động vật, anh nghĩ rằng mình là một con báo đen vì sự phù phiếm, và đổi danh tính của mình thành Kevin từ London cho đến khi anh nhận ra mình là yêu quái. Khi mới gia nhập cục quản lý động vật, anh được Lưu Tiểu Hồng giải cứu. Kể từ đó, anh luôn thích Lưu Tiểu Hồng. |
| Khổng Tống Kim     | Lưu Tiểu Hồng            | Sóc                       | Giám đốc của Cục quản lý động vật chi nhánh Minh Đức cơ sở 3, sau đó cô được thăng chức thành phó chủ tịch. Hình dạng thật sự là một con sóc. Cô ấy thích liếm hạt dưa. Cô ấy từng là trưởng nhóm Cục quản lý động vậ cơ sở 3 Minh Đức. Cô ấy đã dẫn dắt và giải cứu Thanh tra Chu. |
| Đàm Tuyền          | Đoàn Vị Nhiên            | Dơi                       | Giám đốc của Cục quản lý động vật chi nhánh Minh Đức cơ sở 3 được gọi là "Đoàn lão sư". Yêu công nghệ cực kỳ lạnh lùng, không thường xuyên xuất hiện, đã ở Cục quản lý động vật cơ sở 3 Minh Đức trong ba năm, không rời đi trong 24 giờ, không bao giờ nghỉ. Hình dạng thật là một con dơi.Thích hoạt động vào ban đêm, anh ta cần luôn luôn đứng trước màn hình, chú ý đến tất cả các hành động, làm chủ và phát triển công nghệ cao có thể loại bỏ trí nhớ của con người. Lạnh lùng và xa lánh, và im lặng. Nhưng thường trong phòng giám sát, sử dụng loa để trò chuyện với các đồng nghiệp bên ngoài, và phá bỏ các tác nhân khác gây anh hưởng. Trước khi gia nhập Cục quản lý động vật, anh ta gặp cô gái loài người Khương Tân. Sau ba năm, họ ta đến với nhau.                                                                                               |
| Hoàng Nhất Lâm     | Vạn Hiểu Quyên           | Thỏ con                   | Vạn Hiểu Quyên là một thỏ con có thể biến thành hình dạng con người, và là một người đam mê.Nhìn bề ngoài, là chủ sở hữu của cửa hàng sản phẩm dành cho người lớn, trên thực tế, là người đứng đầu bộ phận y tế của Cục quản lý động vật chi nhánh Minh Đức cơ sở 3. Với khuôn mặt quyến rũ trông không già và thân hình hoàn hảo khiến mọi người bị cám dỗ, cô có nhiều người theo đuổi. Đồng thời, là một giám đốc y tế, cô làm mọi việc với thái độ bình tĩnh. Cùng Ngô Ái Ái là một người lớn lên cùng nhau và là người lắng nghe chính những suy nghĩ và rắc rối của cô. |
| Long Bân           | Lý Chính Tông            | Gấu trúc nhỏ              | Chủ tịch Cục quản lý động vật chi nhánh Minh Đức cơ sở 3. Hình dạng thật là con gấu trúc nhỏ. Ông già tốt bụng, chu đáo với cấp dưới, thích chơi LOL, ID là "Tay nhanh bất khả chiến bại", nhưng chơi trong nhiều năm vẫn là cấp Đồng.Ngay từ đầu, ông đã biết cuộc sống và danh tính thực sự của Hác Vận, và để anh ấy ở lại trong Cục quản lý động vật với tư cách là một đặc vụ thực tập để bảo vệ Hác Vận. |
| Hoàng Thiên Nguyên | Biện Lương               | Tắc kè hoa                | Đặc vụ của Cục quản lý động vật chi nhánh Minh Đức, biệt danh là "Tiểu Biện", đối tác của Thanh tra Chu.Ban đầu là tiểu lưu manh. lấy cảm hứng từ Thanh tra Chu để tham gia Cục quản lý động vật, tôn thờ Thanh tra Chu và gọi anh là "Lão đại". Là Tắc kè hoa. Dựa vào khả năng thay đổi màu sắc có thể là vô hình. Tuy nhiên, khi tàng hình, chỉ có thể che giấu cơ thể của mình, nhưng không thể che giấu quần áo. Sau khi tàng hình, thường xuất hiện trong hình ảnh chiếc quần đi bộ. Thích Wan Xiaojuan, anh ta đã từng tỏ tình với cô và bị từ chối. |

### Diễn viên khác
| Diễn viên       | Vai                  | Loài                      | Mô tả | Tập           |
| Hải Nhất Thiên  | Lão đại              | Người                     | Ông trùm xã hội đen, có một con mèo tình yêu quý giá Angela, người muốn cho mèo phối giống tốt, vì vậy anh ta vào phòng khám thú cưng Hác Nhất Châm, nhưng anh ta đã bị lừa. | 1-3           |
| Lâu Vân Phi     | Hoàng Gia Phi        | Mèo yêu                   | Có vẻ lúng túng nhưng thực tế đã nhiều lần thoát khỏi sự bắt giữ của cảng vụ hàng không. Do bị cáo buộc buôn lậu rượu, trong một hoạt động bắt giữ, Cục quản lý đông vật đã bắt giữ thành công và sau đó trốn thoát. | 1、16         |
| Trương Tử Hiền  | Lưu Quốc Đống        | Gấu nước                  | 587 tuổi, một trong những sinh vật sống lâu nhất, nhìn vào những thăng trầm của thế giới và muốn chết, lập kỷ lục tự tử cao nhất ở thành phố Minh Đức. | 2、9、12      |
| Đào Tuệ         | Vương Lộ Hy          | Cáo                       | Trước đây được biết đến với cái tên Vương Xuân Hoa, cô rời quê hương vì giấc mơ của mình. Cô đổi tên thành Vương Lộ Hy và sau đó trở thành một ngôi sao. | 2-3           |
| Cao Hoa Dương   | Lý Đại Căn           | Cáo                       | Một người bạn thời thơ ấu của Vương Xuân Hoa, và ở lại quê hương, được tìm thấy ở một thế giới khác. | 3             |
| Lưu Khải        | Dư Trạch Thành       | Cá vàng                   | Thợ sửa ống nước đã già, có xu hướng đi du lịch, mất chí nhớ ngắn hạn và định kỳ lặp lại các hành vi nhất định (những điều quan trọng trong chí nhớ).Mười năm trước, làm việc như một người siêng năng tại Hãng phim Minh Đức (nay là quán trà).Cuối cùng ông đã có một vai diễn quan trọng nhưng đã bỏ lỡ cơ hội vì ông quên mất lời thoại của mình.Vì ông không thể quên những hối tiếc năm xưa, ông liên tục gây loạn tại quán trà. | 4             |
| Chu Suất        | Tần Lễ               | Ngỗng                     | Đội trưởng của phòng bảo vệ tài sản cộng đồng Nguyệt Hà Loan, với ước mơ giàu có một đêm, đã mua vé số tư nhân trong năm năm. Tuy nhiên, anh ta trở nên tức giận bởi những người giàu có trong sự bất tài, vì vậy anh ta đã thành lập một nhóm kẻ thù giàu có. | 5             |
| Triệu Tiểu Duệ  | Vương Hắc Hùng       | Gấu đen Bắc Mỹ            | Giám đốc của Tổng cục quản lý động vật.Để giải quyết vấn đề thiếu vốn của hệ thống quản lý, mọi người bắt đầu làm việc phụ. | 6、12         |
| Cúc Hoằng Vũ    | Trương Tân Cương     | Chó săn vịt               | Cựu giảng viên của Đại học Minh Đức đã bị đuổi khỏi trường vì quấy rối tình dục. Tuy nhiên, sau tất cả, anh không thể che giấu bản chất dâm đãng của mình. Vì vậy, anh có biệt hiệu "Minh Đức lão lưu manh". | 6             |
| Trần Dụ Mễ      | Hứa Trí / Hàn Tiếu   | Giun đất                  | Người yêu thời thơ ấu của Hác Vận, phân tách để sống hai cuộc đời khác nhau, vật lộn giữa giấc mơ và hiện thực. | 7-8           |
| Vạn Tử Tình     | Hứa Trí (lúc nhỏ)    | Giun đất                  | Người yêu thời thơ ấu của Hác Vận, phân tách để sống hai cuộc đời khác nhau, vật lộn giữa giấc mơ và hiện thực. | 7-8           |
| Vương Đình      | Tôn Di               | Gấu nước                  | 363 tuổi | 9             |
| Khổng Nhạn      | Tôn Tinh / Tôn Thanh | Ong nhiếp hồn             | Trước đây được biết đến với cái tên Tôn Thanh, nam giới, người cuồng tín Chu Tước, đã thụ động gây ra một sự cố nguy hiểm liên tục, sau đó trốn sang Thái Lan để phẫu thuật chuyển đổi giới tính, đổi tên thành Tôn Tinh.Để trả thù các sĩ quan của Cục quản lý động vật, và chờ cơ hội trở về nước, làm y tá trưởng của phòng cấp cứu của Bệnh viện Minh Đức, thông qua chất độc thần kinh của nước bọt điều khiển ý thức của người khác.Mục đích thực sự là tiêu diệt các nhà lãnh đạo của hội nghị trao đổi EAP. Cuối cùng, cô ta bị giết trong tù bởi người bạn tâm tình. | 12            |
| Quách Kinh Phi  | Tôn Tuyệt Diệu       | Người                     | Tự xưng là thế hệ thứ 76 của Tôn Ngộ Không, nhưng thực tế, dựa vào cái miệng vui tươi để đám đông thưởng thức | 13            |
| Bách Trí Kiệt   | Khang Khang          | Gấu trúc lớn              | Sau khi được các chuyên gia giải cứu cách đây 10 năm, trở thành kho báu của thị trấn vườn thú thành phố Minh Đức. | 14            |
| Lý Ngạn         | Hồ Bân               | Người                     | Nhà lai tạo gấu trúc của sở thú thành phố Minh Đức chuẩn bị rời đi vì căn bệnh của mình. Ông ấy đã viết một cuốn sách võ thuật, "Những dòng sông và hồ chưa hoàn thành", và ông ấy đã đọc nó cho Khang Khang trong thời gian rảnh rỗi. Sống vài năm với Khang Khang. | 14            |
| Lưu Siêu        | Liệp Ca              | Chó hoang                 | Bởi vì anh ta đã bị chủ của mình làm mất, anh ta đã từ bỏ cái thiện, và thành lập một tổ chức tội phạm di động, "Người trợ giúp chó", trong nỗ lực tạo ra sự ấm áp của "ngôi nhà". | 15            |
| Quách Phái Chí  | Chương Kiến Thiết    | Bạch tuộc                 | Với khả năng giả trang, có thể trở thành bất cứ ai. | 16            |
| Hạng Hồng       | Khôn Sa              | Rắn                       | Loài rắn độc lớn nổi tiếng nhất ở thành phố Minh Đức, nơi có rất nhiều người sinh sống 60% lượng rượu bất hợp pháp là từ tay anh ta và anh ta sản xuất rượu vang số 35. | 16-17         |
| Lý Tham Thiên   | Ha Tham Viên         | Chó                       | Ngôi sao của nhóm nghiện rượu Thể dục Thể thao đã được gửi đến Cục quản lý động vật Minh Đức cơ sở 3 để tiến hành một hoạt động bí mật.Danh tính thực sự không phải là Khôn Sa, Khôn Sa là chồng cô ta, đã chết trong một cuộc xung đột thương mại, để che đậy sự thật và duy trì uy tín, cô ta đã lấy tên của chồng mình, nhưng công việc kinh doanh ngày càng lớn hơn. | 17            |
| Từ Hoan         | Cường Tử             | Gián                      | Tâm phúc của Khôn Sa | 17            |
| Trần Hàm        |                      |                           | Tâm phúc của Khôn Sa | 17            |
| Rhydian Vaughan | Kiều Trị             | Lươn                      | Chánh thanh tra của Cục quản lý động vật cơ sở 2 thành phố Thanh Nguyên cùng Ngô Ái Ái lớn lên. | 18            |
| Lý Dật Nam      | Biện Thiểm Thiểm     | Tắc kè hoa                | | 19            |
| Lý Thấm Dao     | Khương Tân           | Người                     | Gặp Đoàn lão sư trên xe buýt, họ đã nói về đầu cơ và có thiện chí lẫn nhau dần dần thích nhau. | 11、20-21     |
| Tiết Kì         | Dương Lập Đức        | Cá sấu                    | Bác sĩ tim mạch của Bệnh viện Trung ương Minh Đức, tốt nghiệp cùng trường với Vạn Hiểu Quyên, đã nghiên cứu y học lâm sàng ở người. Vì thành tích học tập xuất sắc, hiệu trưởng có thể chứng thực sự đóng góp của ông cho bệnh viện con người. | 22            |
| Cao Dục Phi     | Dương Lập San        | Cá sấu                    | Chị gái Dương Lập Đức, sau khi bố mẹ ly hôn, cô biến thành một cô gái xấu. Cô dựa vào anh trai hỗ trợ tài chính, và sau đó tham gia buôn bán ma túy. | 22-24         |
| Chu Thiết       | Mã Vĩ Lam (Lão Tứ)   | Collie biên giới (Tứ Gia) | Danh tính thực sự là người bạn tâm tình của Chu Tước, kích nổ vụ giết người trên phố bar, tạo ra sự hỗn loạn trong toàn thành phố, làm xáo trộn sự chú ý của Cục quản lý động vật và cuối cùng là nhằm giải cứu Chu Tước.Trong hình dạng của một con chó (Tứ Gia) ẩn nấp quanh Hác Vận trong 18 năm, để bảo vệ anh ta. | 12、15、22-24 |

Âu Dương Tiểu Như vai Tề Hạ
Du Đồng vai Ngô Sở Vị
Củng Kim Quốc vai Ngô Cực Hạn
Thôi Chân Chân vai Mẹ nuôi Hác Vận
Trương Hạo Nguyệt vai Vương Tâm Di

## Tập phim
Tập 1 我被一家动物杂志社绑架了 SOS!kindnapped by an animal magazine Tôi đã bị bắt cóc bởi một tạp chí động vật
Tập 2 现在！立刻！马上！Now!Now!Now! Bây giờ! Tức thì! Ngay lập tức!
Tập 3 啊！这是爱情的味道 Mm...smells like love. À! Đây là hương vị của tình yêu
Tập 4 要么放了我，要么杀了我！Release me or kiss...KILL ME! Hoặc để tôi đi hoặc giết tôi!
Tập 5 富仇者联盟 The Avengers.480p.x264.CHS-ENG.3gp Liên minh thù địch
Tập 6 你大腿看起来很好抱 Look at these legs! May I? Đùi của bạn trông tốt
Tập 7 似是故人来（上）Sommersby Part 1 Dường như ông già đang đến phần I
Tập 8 似是故人来（下）Sommersby Part 2 Dường như ông già đang đến phần II
Tập 9 浪漫的事 A million ways to fall in romance Những điều lãng mạn
Tập 10 突然的自我 Every donkey have its day Bản thân đột nhiên
Tập 11 迟到的处决（上）Oh not again! Part 1 Lại đến muộn phần I
Tập 12 迟到的处决（下）Oh not again! Part 2 Lại đến muộn phần II
Tập 13 我真的真的不是人 Seriously, I'm not human Tôi thực sự không phải là người thường
Tập 14 武林萌主 Call me master Võ lâm minh chủ
Tập 15 家 Home,sweet home Gia đình
Tập 16 有一种瘾，叫爱情（上）You're the pain,you're the cure. Part 1 Có một thứ nghiện gọi là tình yêu phần I
Tập 17 有一种瘾，叫爱情（下）You're the pain,you're the cure. Part 2 Có một thứ nghiện gọi là tình yêu phần II
Tập 18 拜见黄鳝家族 Meet my girlfriend's parents and her fiance Gặp gỡ gia tộc Hoàng Thiện
Tập 19 超级卞卞卞 Catch me if you can Siêu nóng vội
Tập 20 孤独的人是可耻的（上） One night in Mingde Part 1 Người cô đơn thật đáng xấu hổ phần I
Tập 21 孤独的人是可耻的（下） One night in Mingde Part 2 Người cô đơn thật đáng xấu hổ phần II
Tập 22 我本善良 Keep these words to the police Tôi là người tốt bụng
Tập 23 迷雾（上）Mist Part 1 Sương mù phần I
Tập 24 迷雾（下）Mist Part 2 Sương mù phần II

## Hậu trường

### Quá trình quay phim
Ra mắt tại Trùng Khánh vào ngày 6 tháng 11 năm 2017 . Chính thức quay vào ngày 8 tháng 2 năm 2018 .

### Tuyên truyền
Ngày 25 tháng 1 năm 2018, bộ phim đã phát hành bộ ảnh tĩnh đầu tiên ; Ngày 17 tháng 5, bữa tiệc phim đã phát hành trailer mới ; Ngày 18 tháng 10, phim đã tiết lộ trailer phiên bản "Đôi mắt ngọt ngào" .

## Nhạc phim
| STT | Nhan đề                                                                        | Phổ lời                                   | Phổ nhạc                            | Trình bày              | Thời lượng |
| --- | ------------------------------------------------------------------------------ | ----------------------------------------- | ----------------------------------- | ---------------------- | ---------- |
| 1.  | "Anh hùng của chính bản thân (自己的英雄)" (Phiến vĩ khúc phiên bản chân tình) | Quách Nhất Phàm、Trương Thần Tử、 Lý Uyển | Matzka、Quách Nhất Phàm、Ari A Thụy | Quách Nhất Phàm        | 2:15       |
| 2.  | "Em nhớ anh (我想你)" (Tuyên truyền phiên bản trữ tình)                        | Quách Nhất Phàm, Khiêu Khiêu              | Quách Nhất Phàm                     | Thẩm Nguyệt, Đàm Tuyền | 3:37       |
| 3.  | "Tìm lại vật đã đánh mất (失物招领)" (Sáp khúc Phiên bản thú tội)              | Quách Nhất Phàm, Khiêu Khiêu              | Quách Nhất Phàm                     | Quách Nhất Phàm        | 3:19       |
| 4.  | "Đừng miễn cưỡng《不必勉强》" (Sáp khúc phiên bản bạn đồng hành)               | Quách Nhất Phàm, Khiêu Khiêu              | Quách Nhất Phàm                     | Địch Địch              | 2:4        |
| 5.  | "Phấn ti (粉丝)" (Sáp khúc)                                                    | Khiêu Khiêu                               | Quách Nhất Phàm                     | Ương Kim Trác Mã       | 2:09       |
| 6.  | "Sợ gì (怕什么)" (Sáp khúc)                                                    | Khiêu Khiêu                               | Lưu Thông, Trịnh Nam                | Ương Kim Trác Mã       | 1:56       |
| 7.  | "Dậy đi bộ (走起来)" (Sáp khúc)                                                | Quách Nhất Phàm                           | Quách Nhất Phàm                     | Vạn Hiểu Lợi           | 0:43       |
| 8.  | "Không đủ rượu để bàn bè hát (朋友喝酒唱不够)" (Sáp khúc)                      | Khiêu Khiêu                               | Quách Nhất Phàm                     | Tích Tích Tháp         |            |
| 9.  | "Hồ li (狐狸)" (Sáp khúc)                                                      | Vạn Hiểu Lợi                              | Vạn Hiểu Lợi                        | Vạn Hiẻu Lợi           |            |
| 10. | "Khoảng khắc (一瞬间)" (Sáp khúc)                                              | Vũ Mặc Hàm, Dương Triết Luân              | Vũ Mặc Hàm、 Dương Triết Luân       | Bố Bì Thụ              |            |
| 11. | "Kẻ đánh cắp thời gian (岁月神偷)" (Sáp khúc)                                  | Kim Văn Kỳ                                | Kim Văn Kỳ                          | Kim Văn Kỳ             |            |
| 12. | "Tôi sẽ lừa dối bạn một ngày nào đó (总有一天我会欺骗你)" (Sáp khúc)           | Bành Lỗi                                  | Bành Lỗi, Đường Tuyên               | New Pants              |            |

## Lịch phát sóng
| Kênh            | Quốc gia   | Ngày                | Thời gian                                                     |
| --------------- | ---------- | ------------------- | ------------------------------------------------------------- |
| Iqiyi           | Trung Quốc | 5 tháng 6 năm 2019  | Update mỗi 2 tập thứ tư đến thứ sáu 20:00 VIP xem trước 6 tập |
| Iqiyi           | Malaysia   | 17 tháng 7 năm 2019 | Thứ Tư đến thứ Năm 20: 00-22: 00 (phát sóng hai tập)          |
| Iqiyi           | Malaysia   | 12 tháng 7 năm 2019 | Thứ Hai đến Thứ Ba 20: 00-22: 00 (phát sóng hai tập)          |
| Singtel TV e-Le | Singapore  | 18 tháng 9 năm 2019 | Thứ Hai đến Thứ Năm 22: 00-23: 00                             |